# Vepris spathulata
Vepris spathulata är en vinruteväxtart som först beskrevs av Adolf Engler, och fick sitt nu gällande namn av Joseph Marie Henry Alfred Perrier de la Bâthie. Vepris spathulata ingår i släktet Vepris och familjen vinruteväxter. Inga underarter finns listade i Catalogue of Life.